# Лонг, Алли
Александра «Алли» Линсли Лонг (англ. Alexandra "Allie" Linsley Long; род. 13 августа 1987, Хантингтон, Нью-Йорк) — американская футболистка, играющая на позиции полузащитника. Игрок сборной США. Дебютировала за сборную 8 мая 2014 года в товарищеском матче против Канады.
В 2005 и 2006 годах играла за студенческий клуб «Пенн Стейт Ниттани Лайонс», а затем поступила в Университет Северной Каролины и стала играть за «Тар Хилз». В составе этого клуба Лонг выиграла турнир NCAA в 2008 году. В профессиональном футболе Лонг выступала за «Вашингтон Фридом», «Скай Блю», «Пари Сен-Жермен» и «Нью-Йорк Фьюри». С 2013 по 2017 год она играла за «Портленд Торнс» Национальной женской футбольной лиги.

## Ранние годы
Алли родилась в Хантингтоне, штат Нью-Йорк, в семье Барбары и Джеймса Лонгов. Также у неё есть младший брат Патрик. Она начала играть в футбол за команду «Нортпорт Коу Харбор Мастенгс» юношеской футбольной лиги Лонг-Айленда. Затем она играла в клубе «Альбертсон», в составе которого стала четырёхкратной победительницей State Open Cup. Лонг в течение пяти лет был членом Программы олимпийского развития Молодежной футбольной ассоциации Восточного Нью-Йорка.
Лонг посещала среднюю школу Нортпорта с 2001 по 2005 годы, где четыре года играла в футбол на университетском уровне. Лонг помогла своей школьной команде оставаться непобедимой в течение четырёх лет, а в 2005 году Нортпорт вышел в полуфинал чемпионата Лонг-Айленда. Лонг входила в состав основной команды штата и команды округа все четыре года в Нортпорте. Она несколько раз была признана игроком года. Лонг также дважды была включена в сборную Всех звёзд.

### Государственный университет Пенсильвании, 2005—2006
Лонг обучалась в Университете штата Пенсильвания с 2005 по 2006 годы. На первом курсе в 2005 году она участвовала во всех 25 играх. Уже начиная с первой игры она всегда входила в основной состав. Её команда одержала 23 победы и потерпела 2 поражения. Лонг забила четыре гола и сделала шесть результативных передач за сезон. Алли была включена в ряд символических сборных за показанные результаты в ходе сезона.
В следующем году Лонг забила шесть голов и оформила четыре передачи за «Ниттани Лайонс». Алли принимала участие на чемпионате мира среди девушек до 20 лет, который проходил в Москве, из-за чего пропустила пять игр, но во всех оставшихся матчах начинала в стартовом составе. Свой первый гол в сезоне она забила 24 сентября в ворота «Мичигана». Она также забила гол и отдала результативную передачу 29 сентября во время игры в Айове и 22 октября против «Норт-Вестерн». Лонг забила победный гол в матче против «Миннесоты» 13 октября и против «Иллинойса» в турнире Big Ten 5 ноября. По результатам сезона она вновь была удостоена включения в состав символических сборных.

### Университет Северной Каролины в Чапел-Хилл, 2007—2008
В 2007 году Лонг перешла в Университет Северной Каролины в Чапел-Хилл. Она участвовала во всех 24 играх. Лонг забила пять мячей за сезон, при этом оформив дубль в матче против Йельского университета. Результаты сезона позволили ей стать обладательницей ряда личных наград.

## Клубная карьера

### «Лонг-Айленд Фьюри»
В межсезонье Лонг приняла участие в матче клуба «Лонг-Айленд Фьюри» в женской премьер-лиге под руководством главного тренера Пола Райли.

### «Вашингтон Фридом», 2009—2010
16 января 2009 года Лонг стала седьмым номером драфта и оказалась в клубе «Вашингтон Фридом». Она впервые выступила за команду 29 марта 2009 года в матче против «Лос-Анджелес Соль». В течение регулярного сезона 2009 года Лонг провела 18 матчей за «Фридом», помогая команде занять третье место в лиге. Она отличилась двумя голами в сезоне. Вашингтонский клуб попал на «Скай Блю» в первом раунде плей-офф, и 15 августа потерпел поражение со счетом 1:2 и завершил борьбу за трофей. В следующем матче сезона Лонг забил гол против «Бостон Брейкерс» 10 апреля, который оказался единственным в игре. Она провела 21 матч за «Фридом» в регулярном чемпионате и забила два гола. Клуб из Вашингтона занял четвертое место в лиге после регулярного чемпионата, но проиграл уже в первом раунде «Филадельфии Индепенденс» 19 сентября.

### «Скай Блю», 2011
По окончании сезона 2010 Лонг стала свободным агентом и впоследствии стала игроком «Скай Блю», заключив контракт в ноябре 2010 года. Джим Габарра, главный тренер «Скай Блю», заявил, что «Алли зарекомендовала себя как выдающийся игрок лиги» и что он ожидал, что она «продолжит совершенствоваться и поможет нашей команде добиться успеха». Она дебютировала за клуб 10 апреля 2011 года в матче против «Филадельфии Индепенденс» и по результатам игры стала игроком недели. Лонг сыграла за «Скай Блю» 18 матчей в регулярном чемпионате и забила три мяча, два из которых — с пенальти. «Скай Блю» заняли пятое место в лиге после регулярного сезона и не вышли в плей-офф.

### «Париж Сен-Жермен», 2011—2012
Сразу после сезона 2011 года Лонг перешла в «Пари Сен-Жермен». Сезон во Франции проходил с сентября по июнь. Она дебютировала за клуб 16 октября 2011 года в матче против «Изер Алье Овернь» . Она сыграла за команду 12 матчей и забила четыре мяча. В последний раз она выступала за команду 25 марта 2012 года.

### «Нью-Йорк Фьюри», 2012
30 января 2012 года сезон Женской профессиональной лиги был приостановлен из-за финансовых и юридических проблем. Хотя лигу планировалось возобновить в сезоне 2013 года, официально сезон был окончен в мае. В апреле 2012 года Лонг подписала контракт с «Нью-Йорк Фьюри» из полупрофессиональной лиги, созданную из-за приостановки профессиональной лиги. «Фьюри» заняли третье место в лиге и вышли в плей-офф, где несмотря на гол Лонг, проиграли в первом матче «Вестерн Нью-Йорк Флеш» и выбыли из борьбы за титул.

### «Портленд Торнс», 2013—2017
17 января 2013 года Лонг подписала контракт с «Портленд Торнс», новой командой Национальной женской футбольной лиги. Лонг становилась одним из лучших игроков «Портленда» на протяжении многих лет, забив наибольшее количество голов в сезоне 2015 года и приведя команду к двум титулам в 2013 и 2017 годам и полуфиналам лиги в 2014 и 2016 годах.

#### «Челси», 2013 (аренда)
После сезона полупрофессиональной лиги Лонг согласилась на краткосрочную аренду в «Челси».

### «Рейн», 2018 — настоящее время
11 января 2018 года Лонг была обменяна в клуб «Рейн» на австралийскую нападающую Кейтлин Форд.
Лонг приняла участие в 19 играх регулярного сезона за «Сиэтл» в 2018 году и забила три гола. Она пропустила последние 3 игры регулярного сезона из-за травмы колена, но вернулась в состав на полуфинальный матч «Сиэтла» против своей бывшей команды «Портленд Торнс». Матч был проигран со счётом 1:2.

## Футзал
В течение нескольких лет своей профессиональной карьеры Лонг играла в мини-футбол в Квинсе и Бруклине. Она принимала участия в соревнованиях школьных команд. Имеет множество болельщиков, в основном латиноамериканцев, которые называют ее la rubia (блондинка) и la blanquita (маленькая белая девочка). С футзалом ее познакомил ее парень, в будущем муж, Хосе Батиста, в прошлом профессиональный футболист и игрок в футзал.

## Международная карьера
Лонг была в составе сборной США на Олимпийских играх 2016 года. Она вошла в стартовый состав трёх из четырёх матчей сборной США.
После Олимпийских игр и в начале 2017 года тренер женской сборной США Джилл Эллис экспериментировала с расстановкой, и Лонг несколько матчей играла на позиции центрального защитника. Схема с тремя защитниками не оказалась успешной и Эллис вернулась к традиционной расстановку с четырьмя оборонительными игроками, а Лонг вернулась на своё обычное место в полузащите.
После Олимпийских игр Лонг продолжала играть в основном составе сборной, в то время как тренер Джилл Эллис экспериментировала в поиске новых талантов. Лонг была включена в предварительный состав женского чемпионата КОНКАКАФ 2018 года, но не вошла в окончательный состав из 20 игроков. В ноябре 2018 года Лонг была включена в состав на товарищеские матчи в Европе в ноябре 2018 года, выйдя на замену в матче против Шотландии 2019 году она не вошла в состав сборной на тренировочных сборах в январе.
В мае 2019 года Лонг вошла в окончательный состав на женский чемпионат мира по футболу 2019 года, что стало её первым выступлением на чемпионате мира среди взрослых.

## Личная жизнь
В конце октября 2016 года Лонг вышла замуж за давнего бойфренда Хосе Батиста. Товарищи по команде Алекс Морган и Тобин Хит были свидетелями Лонг на свадьбе.